# Le Griffe
Le Griffe (fehlerhaftes Französisch ‚Der Kralle‘) war eine englische New-Wave-of-British-Heavy-Metal-Band aus Stoke-on-Trent, die im Jahr 1980 gegründet wurde und sich 1984 auflöste.

## Geschichte
Die Band wurde im Jahr 1980 gegründet und bestand aus dem Sänger und Gitarristen Chris Hatton, den Gitarristen Paul Wood und Tim Blackwood, dem Bassisten Kevin Collier und Schlagzeuger Martin Allen. Es folgten die ersten Auftritte und im Jahr 1981 ein erstes Live-Demo, auf dem Lieder wie Who's Kidding Who, Breathe Deeply und Sillent Running  enthalten waren. Dadurch wurde Bullet Records auf die Gruppe aufmerksam, worüber Anfang 1983 die EP Fast Bikes erschien, die drei Lieder umfasste. In der zweiten Hälfte des Jahres nahm die Band die Single You’re Killing Me auf. Die Single erschien im Folgejahr und enthielt neben zwei Versionen des Titelliedes das Lied E.T.A. Im selben Jahr erschien die EP Breaking Strain. Die Band bestand hierbei aus dem Sänger und Gitarristen Chris Hatton, den Gitarristen Tim Blackwood und Amos Sanfillipo, dem Bassisten Kevin Collier und Schlagzeuger Martin Allen. Nach der Veröffentlichung verließ Gitarrist Tim Blackwood die Band, ehe sich die Gruppe gegen Ende des Jahres auflöste.

## Stil
Das Live-Demo erinnert an NWoBHM-Bands wie Soldier, Black Axe und Seventh Son. Der Metal Hammer kategorisierte Breaking Strain als Hard Rock. Die Musik ist außerdem vergleichbar mit den frühen Def Leppard mit „einem gehörigen Schuß Boogie“.

## Diskografie
- Live-Demo (Demo, 1981, Eigenveröffentlichung)
- Fast Bikes (EP, 1983, Bullet Records)
- You’re Killing Me (Single, 1984, Bullet Records)
- Breaking Strain (EP, 1984, Bullet Records)